# 917 до н. е.

## Події
- Юдейське царство: по одній із версій царем став Іосафат.